# Синджу
Синджу (вимовляється sing-zoo) — страва з Маніпуру, Індія. Виникла у культурі Мейтей, але була широко прийнята більшістю етнічних спільнот штату та деяких сусідніх штатів Північно-Східної Індії. Часто подається як гострий гарнір, також популярна як післяобідня або вечірня закуска.
Враховуючи, що його основним інгредієнтом є сезонні овочі, у Синджу є безліч варіацій. Однак є два основних типи: на основі Нгарі та на основі Тойдінга-Бесан. Нгарі — це різновид ферментованої риби, аромат якої становить основу кухні маніпурі. Смажений синджу на базі нгарі є більш популярним у всіх будинках, однак його зазвичай не продають місцеві продавці через високу вартість нгарі. Тому страва на основі Тойдінга-Бесан є більш доступною у продавців синджу. Тойдінга — це жирне насіння, отримане з рослини Perilla frutescens, яке при смаженні надає горіховий смак. Суміш смажених тойдінга і смаженого бесану надає вишуканого смаку, який є характерним для синджу. Ця остання версія, що не стосується нгарі, також подається на релігійних святах, де риба заборонена.

## Історія

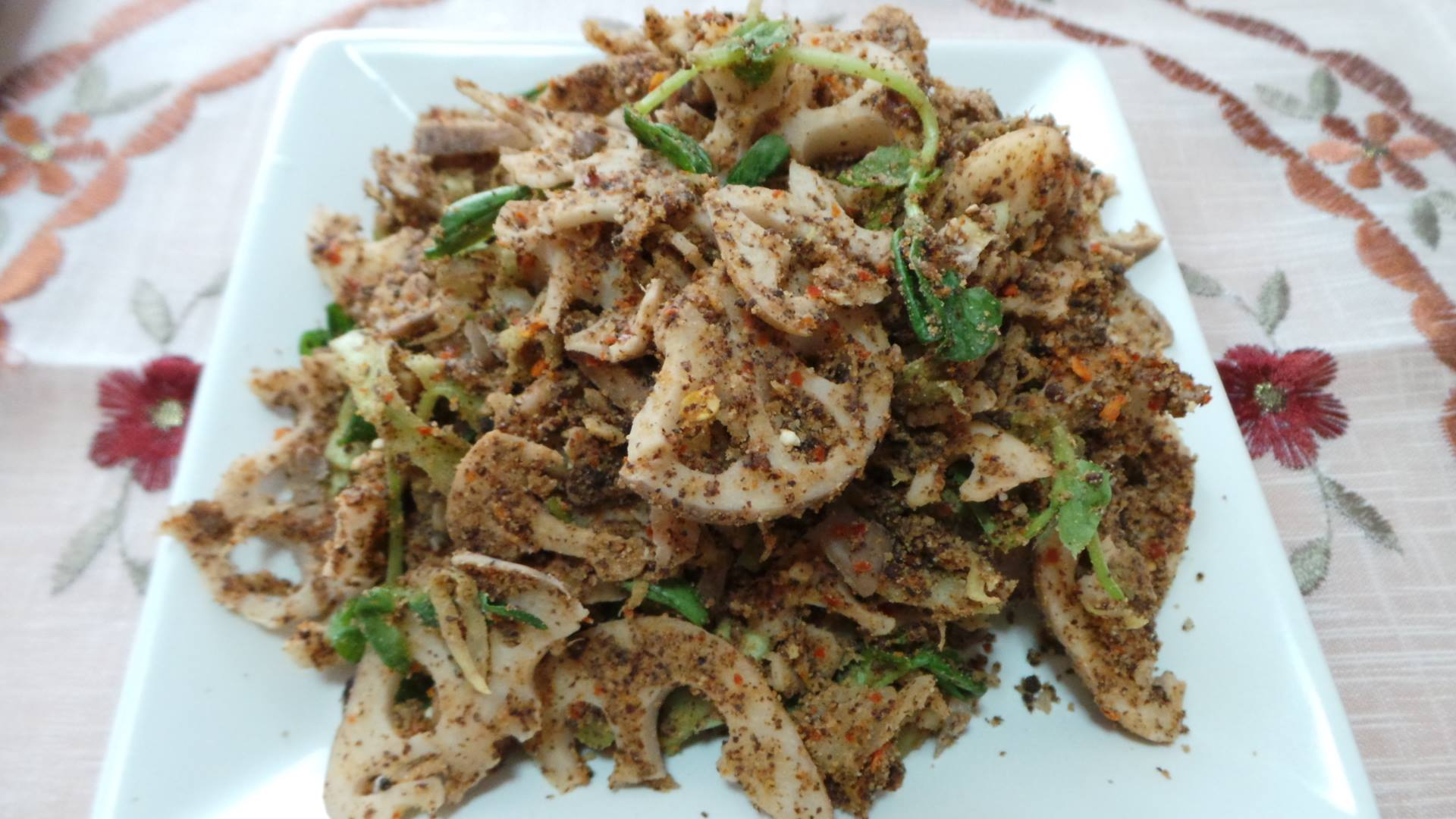
Вегетаріанський синджу з корінням лотоса як основним інгредієнтом

Маніпур, будучи одним із найдавніших незалежних королівств Південної Азії, до того, як стати частиною Індії в 1949 році, має безліч характерних місцевих звичаїв та традицій. Слово «Синджу» походить від двох слів — «Манаа-Масінг» і «Суба». «Manaa-Masing» означає зелені овочі, а «Suba» означає комбінування. Тому при швидкій вимові слово «Манаа-Масінг» падає до «Сін», а слово «Суба» перетворюється на «Джу». 

## Приготування

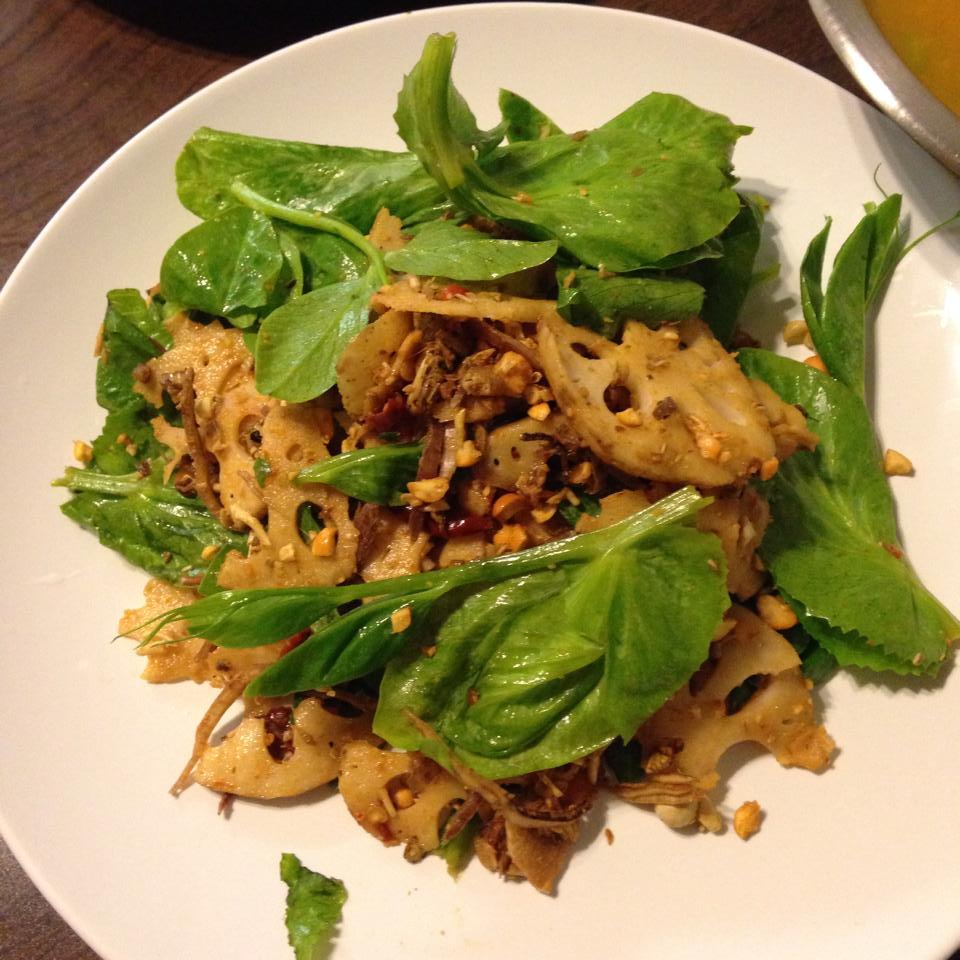
Не вегетарійський синджу з Лотоса

Синджу - це універсальна страва, яку можна зробити вегетаріанською або невегетаріанською. Є два різні способи приготування синджу.

### Вегетарійський синджу
Вегетаріанське синджу в основному подають на ритуальних святах Мейтей, які відбуваються на подвір'ях будинків, у дворах святинь або в громадських комплексах. Її можна їсти і вдома, але зазвичай люди віддають перевагу не-вегетаріанським версіям у неритуальному контексті.
Основні інгредієнти є перилли насіння (thoiding в Мейтея), чана порошок, сіль, перець і різні зелені листові овочі.

### Не вегетаріанський синджу
Не вегетаріанську версію синджу в основному їдять вдома і вона широко розповсюджена в ресторанах по всьому Маніпуру, а також в деяких інших районах Індії. Позначка «не вегетарійський» пов'язана з використанням ферментованого рибного інгредієнта нгарі. Через це його не можна подавати на ритуальних святах громади, бо їжа там повинна бути вегетаріанською.
Основними інгредієнтами цього типу є нгарі (маніпурська форма ферментованої риби), сіль, перець чилі та зелені листові овочі. 

## Поширені рослинні інгредієнти синджу
Для приготування синджу можна використовувати будь-який овоч, але деякі з них популярніші за інші. Популярні овочі включають:
1. Стебло лотоса (Thambou )
2. Сморід Bean (Yongchaak)
3. Капуста (Kobiful)
4. Цвітна капуста (Kobi-Lei)
5. Гавайські Дебі або Тебі
6. Гавайський Матон
7. Незріла папая (Awaa Thabi)
8. Квітка банана (Laphu Tharo)
9. Рисові боби (Chakhawai)
10. Цибуля (Tilhou)